# ColE1
ColE1はバクテリアに用いられるプラスミド。その名前は、 コリシン E1遺伝子（ cea遺伝子）を持っていることに由来している。また、 imm遺伝子を使用して、この産生物からの免疫をコードする。さらに、プラスミドには一連の移動性（ mob ）遺伝子がある。そのサイズと単一のEcoRI認識部位の存在により、ベクター候補と見なされた 。 

## 複製
ColE1の複製は起点から始まる。このポイントから555bp上流で、RNAポリメラーゼはRNAIIの転写を開始する。RNAIIはプレプライマーとして機能し、 リーダー鎖の合成を開始する。転写産物は、新生RNAと起源DNAの間の相互作用を安定させる二次構造に折りたたまれる。このハイブリッドは、RNA鎖を切断し、3 'ヒドロキシル基を露出するRNase Hによって攻撃される。これにより、DNAポリメラーゼIによるリーディングストランドの伸長が可能になる。ラギングストランド合成は、後で宿主細胞によってコードされたプライマーゼによって開始される。翻訳の阻害は細胞の成長を停止しますが、ColE1の複製は停止しない。 Ropタンパク質の翻訳も阻害されるため、通常のコピー数よりも多いとこれらの細胞が生じる。

## コピー数の管理
RNAIはRNAIIの一部の逆転写産物であるため、5 '末端に結合する。これにより、RNAIIのフォールディングが変化し、DNA-RNAハイブリッドが安定化されず、切断が発生しない。このため、高いコピー数では、RNA I濃度の増加により複製が遅くなる。 Ropは二次複製抑制因子であり、RNAI-RNAIIハイブリッドを安定化する。 Ropは、遅い成長率での暴走複製の防止に特に重要となる。 
ColE1のコピー数は1細胞当たり10 - 15またはそれ以上。 